# Jessie Rogers
Jessie Rogers, nome d'arte di Jessica Fernandes (Goiânia, 8 agosto 1993), è un'attrice pornografica brasiliana.

## Biografia
Nata a Goiânia, in Brasile, si è trasferita negli Stati Uniti da bambina. Ha studiato alla El Camino High School di South San Francisco, in California, nel 2008. Ha lavorato come modella nella sua adolescenza, a New York e debutta nell'industria pornografica poco dopo aver compiuto 18 anni, alla fine del 2011; diventa presto una delle attrici più richieste dai produttori, grazie al suo corpo latino e al viso da adolescente che piaceva al pubblico sia del mercato americano che europeo.
Nell'ottobre 2012 Jessie ha deciso di ritirarsi dall'industria dei film per adulti e diventare un'attivista e vlogger. A dicembre ha registrato la sua ultima scena e nel febbraio 2013 ha annunciato ufficialmente sul forum di Reddit di essersi ritirata come attrice pornografica.
Il 24 aprile 2013 ha testimoniato a sostegno del California State Bill AB 332 Bill, che garantirà una maggiore sicurezza per i professionisti del settore per adulti; è diventata anche un'attivista anti-pornografia partecipando alla ONG anti-pornografia che denuncia le condizioni degradanti a cui sono sottoposte le attrici di questo settore.
Nel 2023, dopo essersi allontanata dall'industria per molti anni, è tornata a girare film per adulti.

## Riconoscimenti
- Nominations
  - 2012: NightMoves Award – Best New Starlet[8]
  - 2013: AVN Award – Best New Starlet[9]
  - 2013: XBIZ Award – Best New Starlet[10]
  - 2013: XRCO Award – Cream Dream[11]
  - 2014: XBIZ Award – Best Scene – Parody Release (con Misty Stone y Xander Corvus)
- Vincitrice
  - 2013: NightMoves Award – Best Ass (Fan's Choice)